# Winthemia dimidiata
Winthemia dimidiata là một loài ruồi trong họ Tachinidae.